# Guglielmo Corvi
Guglielmo Corvi (Canneto sull'Oglio, 1250 – Parigi, 1326) è stato un medico italiano.

## Biografia
Noto anche come Guglielmo da Brescia o Guglielmo da Canneto era figlio del nobile bresciano Jacopo Corvi.
Fu inviato dal padre a Brescia per compiere gli studi ed ebbe come maestro Albertano da Brescia, che gli fece studiare le lettere e la filosofia. Chiamato da Padova nel 1274 come lettore di filosofia, ben presto l'abbandonò per dedicarsi alla medicina, sotto la guida di Pietro d'Abano.
Continuò gli studi presso l'Università di Bologna col medico Taddeo Alderotti, laureandosi nel 1286. La sua fama giunse a Roma e nel 1288 venne nominato archiatra di papa Bonifacio VIII. Fu quindi medico personale di papa Clemente V, che seguì ad Avignone, e di papa Giovanni XXII.
Prese i voti e divenne canonico di Parigi, dove incontrò il medico Lanfranco da Milano, conosciuto a Bologna.
Morì e fu sepolto a Parigi nel 1326.

## Trattati
Pubblicati nel XVI e XVII secolo:
- De peste et de consilio observando tempore pestilentiali
- De Medicinis simplicibus ex variis auctoribus
- Thadaei Florentini et Guilielmi a Brixia Consilia
- Quaestiones quartae seu primi libri Avicennae recollectae sub Guilielmo a Brixia